# Holoarctia steitei
Holoarctia steitei là một loài bướm đêm thuộc phân họ Arctiinae, họ Erebidae.